# Bernardino Giraud

Bernardino Kardinal Giraud (1772)

Bernardino Giraud (* 14. Juli 1721 in Rom; † 5. Mai 1782 ebenda) war Erzbischof von Ferrara und Kardinal der Römischen Kirche.

## Leben

### Herkunft und frühe Jahre
Seine Familie war französischer Herkunft und Mitte des 17. Jahrhunderts aus Lyon nach Rom gezogen, wo sie durch Handelsgeschäfte wohlhabend geworden war. Sie erlangten einen Adelstitel und erwarben große Ländereien. Ihnen gehörte unter anderem ein Palast im Borgo, der Bramante zugeschrieben wurde.
Bernardino war das dritte der fünf Kinder von Pietro Giraud und dessen Ehefrau Altilia Zagaroli. Er lernte Philosophie und Theologie am Collegio Tolomei in Siena, einer seiner Lehrer war Lorenzo Ricci, der spätere Ordensgeneral der Jesuiten. Danach studierte er an der Universität Siena, wo er am 11. September 1738 zum Doctor iuris utriusque promoviert wurde. Er kehrte 1739 nach Rom zurück und empfing vom Vizegerenten Erzbischof Francesco Spada die Tonsur, wodurch er in den Klerus aufgenommen wurde. Da er Protektion durch Kardinal Luigi Maria Torrigiani sowie die Päpste Benedikt XIV. und Clemens XIII. genoss, stieg er rasch innerhalb der römischen Kurie auf. Er wurde am 26. Januar 1741 Referendar an den Gerichtshöfen der Apostolischen Signatur und war von September 1743 bis 1747 Referendar der Kongregation für die Güterverwaltung. Nach verschiedenen weiteren kurialen Ämtern wurde er im November 1762 zum Auditor der Römischen Rota ernannt, nachdem er ein Einkommen von 2000 Dukaten nachgewiesen hatte. Am 13. Mai 1763 wurde er Nachfolger des am 15. November des Vorjahres verstorbenen Pietro Frangipane. Die Priesterweihe empfing Bernardino Giraud am 19. März 1767.

### Bischofsamt
Am 6. April 1767 wurde Bernardino Giraud zum Titularerzbischof von Damascus ernannt. Die Bischofsweihe spendete ihm Papst Clemens XIII. persönlich am 26. April desselben Jahres in einer Kapelle des Quirinalspalastes; Mitkonsekratoren waren Erzbischof Scipione Borghese, Präfekt des Päpstlichen Hauses, und Kurienbischof Ignazio Reali. Bernardino Giraud diente vom 28. April 1767 bis 1773 als Apostolischer Nuntius für Frankreich. Am 28. Mai 1767 wurde er Päpstlicher Thronassistent. Seine Bestrebungen, Kardinal zu werden, wusste Giraud durch ein ausgedehntes Netzwerk von Beziehungen voranzutreiben: hierzu gehörte in Versailles der französische Außenminister, der Herzog von Aiguillon aus dem Hause der Le Plessis de Richelieu, auch der französische Botschafter in Rom François-Joachim de Pierre de Bernis unterstützte ihn hierbei. Da der Papst sich abgeneigt zeigte, intervenierte schließlich König Ludwig XV. mit einem Schreiben an Clemens XIV., in dem er an gewisse Versprechen erinnerte, die Clemens in einem Brief vom 26. September 1770 abgegeben hätte. Im Juli 1771 wurde Giraud Kommendatarabt von Gorze; er behielt die Stelle auch nach dem Ende seiner Nuntiatur bei.

### Kardinalat
So kreierte Clemens XIV. Bernardino schließlich im Konsistorium vom 17. Juni 1771 zum Kardinal in pectore und machte dies im Konsistorium vom 19. April 1773 öffentlich. Das rote Birett samt apostolischem Schreiben vom 24. April 1773 überbrachte ihm sein Bruder Stefano Giraud als Apostolischer Legat nach Viterbo, wo Giraud sich während einer Reise von Rom nach Frankreich aufhielt. Den Kardinalshut empfing er am 15. Juli 1773 und Santissima Trinità al Monte Pincio als Titelkirche am 20. Dezember 1773. Er war Mitglied der Konsistorialkongregation, für die Examinierung der Bischöfe, der Konzilskongregation, der Kongregation für die Bischöfe und Regularen, der Dombauhütte von St. Peter sowie der Kongregation für Ablässe und die heiligen Reliquien. Am 15. März 1773 wurde er Erzbischof von Ferrara, nachdem der erzbischöfliche Stuhl fünf Jahre lang vakant gewesen war. Er widmete der diözesanen pastoralen Tätigkeit nur geringe Aufmerksamkeit und war Teilnehmer am Konklave 1774–1775, aus dem – mit Girauds Unterstützung – Giovanni Angelo Braschi als Papst Pius VI. hervorging. Auf das Amt als Erzbischof von Ferrara verzichtete er am 14. Februar 1777. Vom 2. April 1781 bis zum 25. Februar 1782 war er Kämmerer des Heiligen Kardinalskollegiums.
Beigesetzt wurde er in der römischen Kirche Santa Maria in Vallicella. In seinem Testament ordnete er die Abhaltung von 3000 Messen für sein Seelenheil an.